# OMG电子竞技俱乐部
OMG（Oh My God）电子竞技俱乐部是一家成立于2012年6月的中国电子竞技俱乐部。该队目前有《英雄联盟》、《绝地求生》、《FIFA》等分部。

## 英雄联盟分部
OMG英雄联盟战队为OMG俱乐部最早的分部，为中国英雄联盟职业化初期强队之一，也是迄今为止英雄联盟职业联赛各参赛队伍中唯一始终坚持“全华班”阵容者。其曾获得首届英雄联盟职业联赛冠军，并曾在2013与2014年参加英雄联盟全球总决赛。OMG因在两次世界赛上多次战胜来自韩国的战队而收获众多粉丝，也曾在英雄联盟2014赛季全球总决赛小组赛阶段面对Fnatic时上演过在对方传送偷家本方基地仅剩丝血的情况下回城防守成功并最终取胜的高光时刻，该场比赛也被认为是英雄联盟世界赛的经典镜头之一，并出现在英雄联盟2016赛季全球总决赛的宣传动画中。惟其在2013、2014两年的世界赛中均被拥有Uzi的皇族战队淘汰。
OMG俱乐部在2015年从皇族买入Uzi后其豪华阵容一度被形容为“银河战舰”，然而随后队员之间出现严重不和，致使OMG成绩一落千丈，不仅从此无缘世界赛，甚至在2016年两度进入保级赛。虽然其在2017年成绩有所起色，以LPL春季赛第四名身份参加当年洲际系列赛并与WE、RNG、EDG一同夺冠，但在夏季赛中队员与管理层间再度爆发矛盾。在OMG在英雄联盟2017赛季全球总决赛中国赛区的冒泡赛中被IG淘汰后，队中主力AD Smlz离队，而OMG的成绩也再度滑坡，在2018年春季赛小组赛中以5胜14负排名西部倒数第二无缘季后赛，所幸当赛季LPL已取消降级制度。
OMG目前有两支英雄联盟战队，分别为参加LPL的OMG战队和参加LDL的OMD(Oh My Dream)战队，此外其曾有一支全部由女性选手组成的"Oh My Girls"战队，但现已解散。

### OMD战队
| ID        | 姓名   | 生日 | 国籍           | 游戏位置 |
| --------- | ------ | ---- | -------------- | -------- |
| Guokui    | 李文敬 |      | 中华人民共和国 | 上单     |
| catjungle | 陈艺杰 |      | 中华人民共和国 | 打野     |
| QiE       | 赵帅   |      | 中华人民共和国 | 打野     |
| Captain   | 罗飞扬 |      | 中华人民共和国 | 中单     |
| caipuxin  | 李果   |      | 中华人民共和国 | 中单     |
| Pipi      | 陈亮   |      | 中华人民共和国 | ADC      |
| Fans      | 李思凡 |      | 中华人民共和国 | ADC      |
| Bluewhale | 罗庆铭 |      | 中华人民共和国 | 辅助     |

## 绝地求生分部(已解散)
OMG绝地求生分部成立于2017年8月，该队在2018年的“绝地求生中国职业邀请赛(PCPI)”中获得FPP（第一人称视角）模式冠军，并获得参加当年在德国柏林举办的PGI（绝地求生全球邀请赛）的资格。
在2018年绝地求生全球邀请赛FPP（第一人称视角）模式中，OMG战队在第一天四场比赛中三次吃鸡（第一名），一场第二，获得了史无前例的成绩，并最终获得FPP模式总冠军。OMG也成为继2005年CS项目的wNv之后第二支在FPS类游戏中获得世界冠军的中国战队。由队员LionKK、XiaohaiXXXX、SlientBT、Xiaorong四人组成。
| ID          | 姓名   | 国籍           |
| ----------- | ------ | -------------- |
| fugue       | 李天昊 | 中华人民共和国 |
| lionkk      | 姚浩   | 中华人民共和国 |
| SlientBT    | 王焱   | 中华人民共和国 |
| Xiaohaixxxx | 张金海 | 中华人民共和国 |
| Minmie      | 刘灼   | 中华人民共和国 |
| mudhh       | 张程皓 | 中华人民共和国 |

### 荣誉
冠军:
- 绝地求生全球邀请赛(PGI)-FPP（第一人称视角）模式：2018
- 绝地求生中国职业邀请赛(PCPI)：2018
- WEGL微博杯：2018
- 斗鱼黄金大奖赛S6：2019

| 奖项与成就  | 奖项与成就                        | 奖项与成就                             |
| ----------- | --------------------------------- | -------------------------------------- |
| 前任： 首届 | 英雄联盟职业联赛冠军 2013年春季赛 | 繼任： Positive Energy（2013年夏季赛） |